# Гнівань (станція)
Гнівань — проміжна залізнична станція Жмеринської дирекції Південно-Західної залізниці на лінії Вінниця — Жмеринка між зупинними пунктами Селищанський (3 км) та Могилівка (5 км). Розташована у місті Гнівань Вінницького району Вінницької області.

## Історія
Станція відкрита у  1870 році під час прокладання залізниці через невелике містечко Гнівань, яке розташоване за 25 км від Вінниці.
Після Жовтневого перевороту, у 1919 році, поблизу станції проходили бої між військами УНР і СРСР.
1942 року зі станції Гнівань відправляли «добровольців» на примусові роботи до Німеччини, на пероні грав духовий оркестр.
Оригінальна будівля вокзалу не збереглася, вона була повністю зруйнована під час Другої світової війни, і на цьому місці у 1946 році був побудований сучасний вокзал, облицьований гранітом.
1977 року станція електрифікована змінним струмом (~25 кВ)  в складі дільниці Козятин I — Жмеринка.
7 червня 1991 року на станції відбулася масштабна залізнична катастрофа, що забрала одне життя.

## Пасажирське сполучення
На станції Гнівань зупиняються:
- 6 пар приміських електропоїздів та 2 пари електропоїздів підвищеного комфорту;
- сполучення з Києвом здійснюють 3 пари електропоїздів підвищеного комфорту Жмеринка — Київ, Жмеринка — Рахни, Гречани — Київ та деякі транзитні пасажирські поїзди далекого сполучення: нічний швидкий поїзд «Максим Яровець» сполученням Хмельницький — Лисичанськ та поїзд Одеса — Вінниця 3 рази на тиждень (влітку — щоденно, маршрут подовжується до станції Житомир).